# Henry Gastineau
Pour les articles homonymes, voir Gastineau.
Henry Gastineau est un peintre et graveur britannique, né à Londres en 1791 et mort en 1876. Il est particulièrement connu pour ses nombreuses aquarelles.

## Formation
Gastineau fait ses études à la Royal Academy, et se lance initialement dans la gravure avant de passer à la peinture à l'huile. Il se lance finalement dans l'aquarelle à quoi il consacre toute sa carrière, notamment pour représenter des marines. Sa première exposition à la Royal Academy date de 1812,.

## Carrière
Il adhère à la Royal Watercolour Society en 1818, l'année où il y expose pour la première fois ; il progresse dans les rangs de cette institution et y expose en continu pendant 58 ans. À l'âge de 85 ans, il expose encore 11 tableaux.